# 台钱草属
台钱草属（学名：Suzukia）是唇形科下的一个属，为草本植物。该属共有台钱草（Suzukia shikikunensis）及齿唇台钱草（Suzukia luchuensis）两种，产自台湾及琉球群島。